# Ramiro Fumazoni
Ramiro Fumazoni (Buenos Aires, 22 de dezembro de 1971) é um ator de  telenovelas argentino, com carreira no México.

## Biografia
Iniciou sua carreira como modelo na Argentina, seu país natal. Ao chegar no México participou de peças de teatro como Los detectives salvajes, Monólogos e Todo sobre Almodóvar.
Estreou na televisão em 2009, na telenovela Vuélveme a querer.
Em 2011 integrou o elenco da série juvenil Grachi
Em 2012 participou da série colombiana-mexicana La ruta blanca.
Em 2013 foi protagonista da novela Vivir a destiempo, onde atuou ao lado de Edith González e Humberto Zurita
Em novembro de 2015 foi confirmado no elenco da novela Tres veces Ana , sua novela de estréia na Televisa

## Carreira

### Telenovelas
- Juego de mentiras (2023) - William Stanford
- Amor dividido (2022) - Fabricio Zepeda
- Me declaro culpable (2017) - Tiziano Castolo
- La doble vida de Estela Carrillo (2017) - Andrew Norman
- Tres veces Ana (2016) - Mariano Alvarez del Castillo
- UEPA! Un escenario para amar (2015) - Rodrigo De los Arcos
- Solamente vos (2013) - Ivan
- Vivir a destiempo (2013) - Alejandro Monroy
- Vuélveme a querer (2009) - Julio Peña

### Séries
- La ruta blanca (2012) - Joe Laviña
- La playa (2012) - Roberto
- Grachi (2011 - 2012) - Francisco Alonso
- Charlie's Angels (2009) - Capítulo "Angels in Chains" - Santos

### Cinema
- El arribo de Conrado Sierra (2012) - Padre Jacinto

### Teatro
- Papito querido (2015)
- Showcase primavera 2008 1ª escena "American Beauty" (2008) - Lester
- Los detectives salvajes (2008) - Luis Sebastián Rosado
- Monólogos 2008 (2008) - Ramón
- Todo sobre Almodóvar (2007) - Pablo